# گرگ گارسیا (تولیدکننده)
گرگ گارسیا (انگلیسی: Greg Garcia؛ زادهٔ ۴ آوریل ۱۹۷۰) یک فیلم‌نامه‌نویس اهل ایالات متحده آمریکا است.